# Polydektes
Polydektes (Oudgrieks: Πολυδέκτης / Polydéktēs) of Polydectes (Latijn) is een figuur uit de Griekse mythologie. Hij is een zoon van Magnes en een Naiade, en koning van het eiland Serifos.
De slechte Polydektes stal voortdurend vee en andere bezittingen van zijn zachtaardige broer Diktys en heeft zich uiteindelijk zelfs de heerschappij over het eiland toegeëigend. Onder de tirannieke Polydektes leefde Diktys in armoede en had een eenvoudig bestaan als visser.
Wanneer de jonge held Perseus en zijn moeder Danaë in een houten kist aanspoelen op het eiland, ontfermt de vriendelijke Diktys zich over hen. Al gauw echter maakt de hebzuchtige en wellustige Polydektes aanspraak op Danaë en kondigt een huwelijk aan. De woedende Perseus verklaart hoogmoedig koste wat kost zijn moeder te verdedigen, waarop Polydektes hem uitdaagt hem het hoofd van de Gorgo Medousa als huwelijksgeschenk cadeau te doen, wat pas van échte dapperheid zou getuigen. Perseus zweert de Gorgo nog vóór het huwelijk te zullen doden en haar hoofd naar Seriphos te brengen.
Perseus slaagt er uiteindelijk in Medousa's kop op tijd naar Seriphos te brengen en dwingt de overrompelde Polydektes, die had gehoopt dat Perseus nooit levend van de Gorgonen zou terugkeren, Medousa in de ogen te kijken. Dit betekent het einde van de slechte koning: hij verandert in graniet. Perseus maakt hierna zijn pleegvader Diktys tot koning van het eiland.